# Hilda Herslow
Hilda Aurora Herslow,  född 30 juli 1880 i Malmö, död 20 oktober 1949 i Malmö, var en svensk målare. 
Hon studerade vid konstakademien i Stockholm, i Paris och under resor i Italien, Nederländerna och Belgien. Herslow har målat landskap, hamnmotiv med mera. Hon var kusin till konstnären Helena Herslow. Hilda Herslow är begravd på Östra kyrkogården i Malmö.